# 카트리네 베예
카트리네 베예(덴마크어: Katrine Veje, 1991년 6월 19일 ~ )는 덴마크의 여자 축구 선수이다. 포지션은 미드필더이며, 현재 잉글랜드 FA 여자 슈퍼리그의 아스널 WFC 소속이다.

## 클럽 경력
바일레 BK에서 선수 생활을 시작했으며 2007년에 오덴세 BK로 이적했다. 2007년에는 덴마크 축구 협회로부터 덴마크 올해의 청소년 선수상을 수상했다. 2011년부터 2013년까지 스웨덴 다말스벤스칸 소속 클럽인 LdB FC 말뫼(현재의 FC 로셍오르드) 소속으로 활약하면서 팀의 다말스벤스칸 2회 우승(2011, 2013 시즌), 여자 스벤스카 수페르쿠펜 2회 우승(2011, 2012 시즌)에 기여했다.
2015년 1월에는 미국 내셔널 위민스 사커 리그 소속 클럽인 시애를 레인으로 이적했다. 2015년 10월에는 브뢴뷔 IF로 이적하면서 엘리테디비시오넨 무대에 복귀했고 브뢴뷔 IF의 엘리테디비시오넨 2회 우승(2015, 2017 시즌), 덴마크 여자컵 2회 우승(2015, 2017 시즌)에 기여했다.
2017년 6월에는 프랑스 디비지옹 1 페미닌 소속 클럽인 몽펠리에 HSC로 이적했고 2019년 1월에는 잉글랜드 FA 여자 슈퍼리그 소속 클럽인 아스널 WFC로 이적했다.

## 국가대표 경력
2009년 7월에 열린 잉글랜드와의 친선 경기에 출전하면서 덴마크 여자 축구 국가대표팀 선수로 데뷔했으며 3차례의 UEFA 유럽 여자 축구 선수권 대회(2009년, 2013년, 2017년)에 참가했다.

## 수상
LdB FC 말뫼
- 다말스벤스칸 2회 우승 (2011, 2013)
- 여자 스벤스카 수페르쿠펜 2회 우승 (2011, 2012)

시애틀 레인 FC
- 내셔널 위민스 사커 리그 실드 1회 우승 (2015)

브뢴뷔 IF
- 엘리테디비시오넨 2회 우승 (2015, 2017)
- 덴마크 여자컵 2회 우승 (2015, 2017)